# 澤列尼夫卡 (普里莫爾斯克區)
46°58′21″N 36°13′22″E / 46.97250°N 36.22278°E
澤萊尼夫卡（烏克蘭語：Зеленівка）是位於烏克蘭東南部的村莊，由扎波羅熱州別爾江斯克區的索菲伊夫卡市鎮負責管轄。該村處於洛祖瓦特卡河左岸，始建於1862年，面積2.15平方公里，海拔高度100米，2001年人口1,014。